# Bandera de Polonia
La bandera nacional de Polonia (en polaco: Flaga Rzeczypospolitej Polskiej) está formada por dos franjas horizontales de iguales dimensiones. La franja superior es blanca y la inferior, carmesí. Posee unas proporciones de 5:8.
Existe una versión con el escudo nacional polaco, la bandera de Estado, que se utiliza en el extranjero como bandera de las representaciones diplomáticas y que es también la bandera de la marina mercante.
Los colores de la bandera de Polonia provienen del escudo nacional: la franja blanca representa al águila blanca y la franja carmesí, al color del campo del escudo. Sus orígenes se remontan al siglo XIII, cuando el águila blanca fue fijada sobre una superficie roja por los príncipes de la dinastía de los Piastas. El blanco y el carmesí son dos de los colores paneslavos que empezaron a aparecer en los escudos, estandartes y guiones de la caballería, pasando a figurar en las banderas militares. 
Recuperada la independencia, ha sido oficialmente la bandera de Polonia desde el 1 de agosto de 1919.

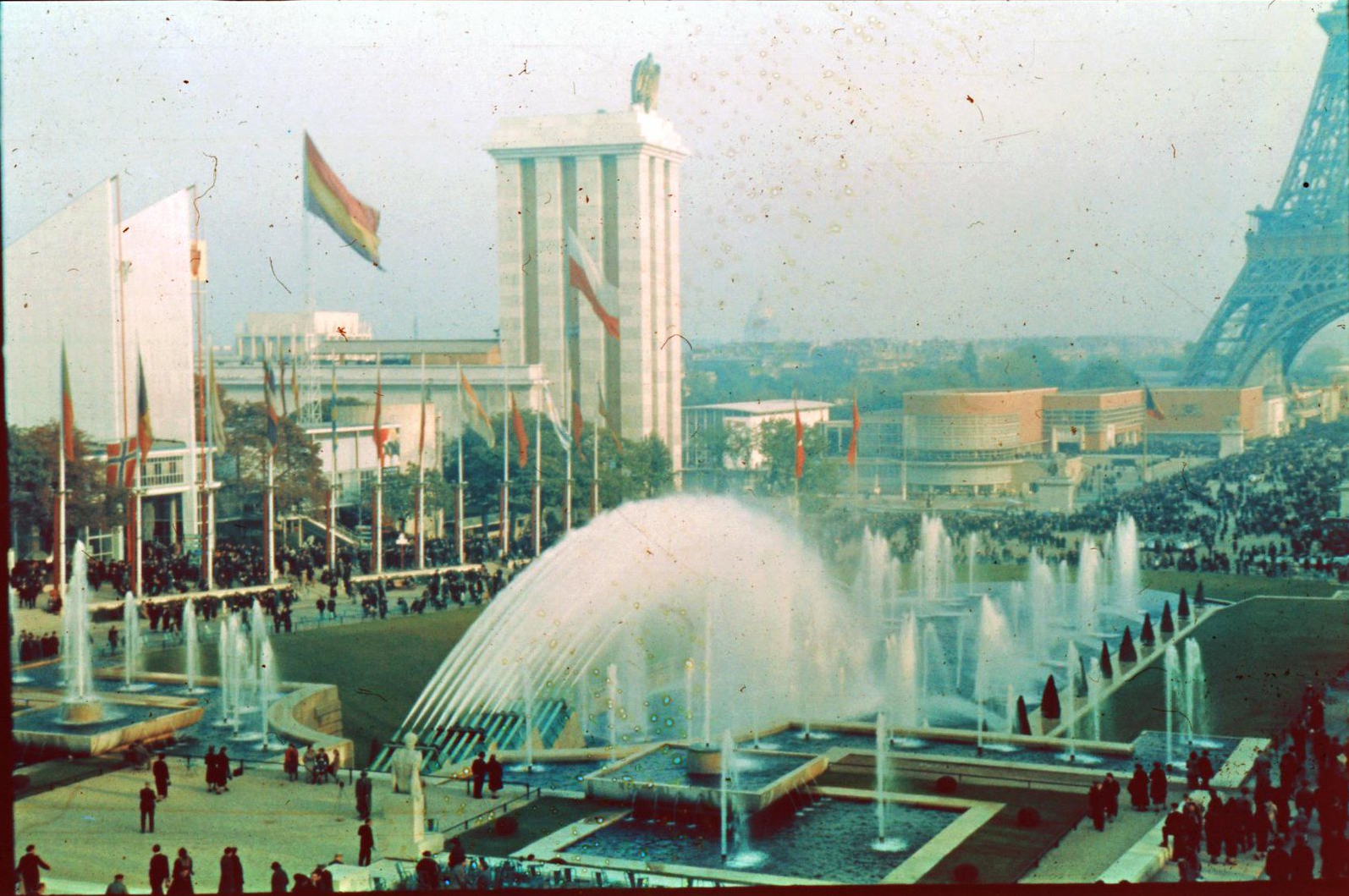
Bandera de Polonia, exposición mundial en París en 1937 (Agfacolor).

## Banderas históricas

Bandera del Reino de Polonia (1025-1569)
Estandarte real de la República de las Dos Naciones bajo la dinastía Vasa (1605-1668)
Bandera del Gran Ducado de Varsovia (1807-1815)
Pabellón naval del Zarato de Polonia (1815-siglo XIX)
Bandera durante el Levantamiento de Enero (1863-1864)
Bandera del Imperio ruso (1864-1896)
Bandera del Imperio ruso (1896-1915)
Bandera del Imperio alemán, usada durante la ocupación alemana de Polonia (1916-1918)
Bandera del Reino de Polonia (1916-1918)
Bandera de la Segunda República de Polonia (1918-1928)
Bandera de la Segunda República de Polonia (1928-1939) y de la República Popular de Polonia (1945-1980)
Bandera de la Ocupación alemana en Polonia (1939-1945)
Bandera de la Ocupación soviética de Polonia (1939-1945)
Bandera del Estado secreto polaco (1939-1945)

## Otras banderas

Pabellón civil y del Estado
Pabellón naval
Bandera de Polonia con el escudo de armas (1919-1928)
Bandera de Polonia con escudo de armas (1955-1980)
Bandera de Polonia con escudo de armas (1980-1990)

## Banderas similares

Bandera de Mónaco
Bandera de Indonesia
Bandera de Singapur